# 桑托 (德克薩斯州)
桑托（英語：Santo）是位於美國德克薩斯州帕洛平托縣的非建制地區。處於帕洛平托縣以南14英里，人口大約有315人。設有獨立的學區，方便該區的學生。